# Symfonie nr. 4 (Hamerik)
De Deense componist Asger Hamerik (1843-1923) voltooide zijn Symfonie nr. 4 in C-groot "Symphonie majestueuse" in 1889. Hij werkte eraan gedurende de zomers van 1888 en 1889.

## Achtergrond
Hamerik, die oorspronkelijk Hammerich heette, componeerde zijn nummer 4 in de Verenigde Staten in Chester (Nova Scotia), toen nog een dorpje in de omgeving van Baltimore bij de Canadese grens. Hamerik verliet Duitsland, waar hij toen woonde, in 1864 vanwege het uitbreken van de Tweede Duits-Deense Oorlog. Het werk werd wellicht mede daarom opgedragen aan de Deense koning Christiaan IX, die de regering toen leidde en dat nog steeds deed bij het ontstaan van deze symfonie, een kwart eeuw later.

## Muziek
Het is onbekend of de titel verwijst naar de koning of puur naar het 'majestueuze' karakter van de muziek. Hamerik is sterk beïnvloed door Hector Berlioz, bij wie de Deen in de leer was gedurende de jaren 1864-69. De muziek is statig en klinkt voluptueus. Uiteraard hadden ook zijn leermeesters Niels Gade en J.P.E. Hartmann, familieleden van zijn moeder, invloed op zijn muziek. Het voornaamste kenmerk is de helderheid, die doet denken aan de enkele jaren later geschreven negende symfonie Uit de nieuwe wereld van Dvořák. Een van de belangrijkste muziekinstrumenten in de symfonie is het stel pauken, dat zowel het begin als het slot opluistert met muzikaal vuurwerk dat vergelijkbaar is met Haydns Symfonie met de paukenslag.

## Delen
1. Largo – Allegro impetuoso (13 minuten)
2. Adagio espressivo (10 minuten)
3. Allegro moderato (5 minuten)
4. Maestoso e solenne (10 minuten)

- De tijdsduur wordt gegeven vanwege de onderlinge verhoudingen.

Het belangrijkste thema is door de gehele symfonie te horen en bestaat eigenlijk maar uit drie noten (do-re-mi) in de majeur- en mineurversie. De première vond plaats in Baltimore, waarschijnlijk met het orkest van het Peabody Institute onder leiding van de componist. Het Baltimore Symphony Orchestra bestond toen nog niet.

## Orkestratie
- 2 dwarsfluiten, 2 hobo’s, 2 besklarinetten, 2 fagotten
- 4 hoorn, 2 trompetten, 3 trombones, 1 tuba;
- 1 stel pauken, grote trom, triangel, bekken, harp
- violen, altviolen, celli en contrabassen

## Opmerkingen
- Deze symfonie draagt wel de titel Symfonie nr. 4, maar is eigenlijk nummer vijf, als men een jeugdwerk meerekent dat de 17-jarige Hammerich in 1860 schreef. Dit 'opus 3' is waarschijnlijk onvoltooid gebleven, is niet uitgegeven en voor zover bekend nooit uitgevoerd. Van het werk is niets teruggevonden.
- Hoewel nr. 4 een van Hameriks populairste symfonieën zou zijn, bestaat er slechts één cd-opname, uit 1997[1].
- De partituur is te vinden in Det Kongelige Bibliotek / Nationalbibliotek og Københavns Universitetsbibliotek in Kopenhagen[2].